# Biberó

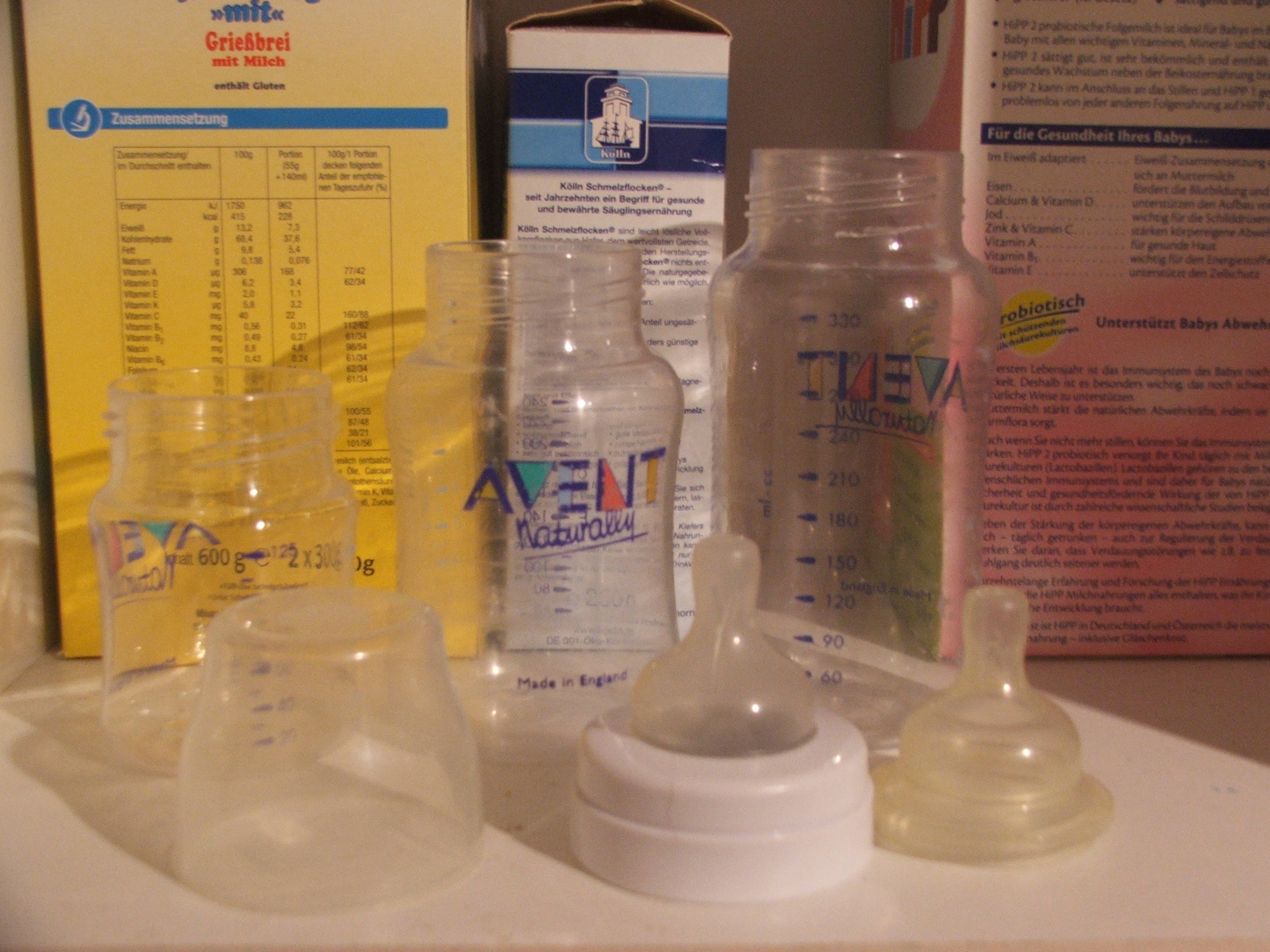
Biberons

Un biberó és un envàs que s'utilitza per a la lactància artificial dels nadons. S'omplen amb fórmula infantil (dita adaptada per a nadons) o actualment també es poden omplir de llet materna prèviament extreta (perquè, per exemple, pugui donar-lo el pare quan la mare no és a casa). És format per un recipient de vidre o policarbonat que es pot omplir i al qual es pot aplicar una tetina de cautxú o silicona que imita un pit matern.
El biberó ha de limitar-se als 12, o com a molt 18, mesos d'edat. Quan falti poc perquè el nen faci un any, cal intentar que begui els líquids d'una tassa.